# 1992 WD3
1992 WD3 är en asteroid i huvudbältet, som upptäcktes den 18 november 1992 av den japanske amatörastronomen Atsushi Sugie i Dynic-observatoriet.
Asteroiden har en diameter på ungefär 5 kilometer och den tillhör asteroidgruppen Levin.